# Villers-Patras
Villers-Patras är en kommun i departementet Côte-d'Or i regionen Bourgogne-Franche-Comté i östra Frankrike. Kommunen ligger i kantonen Châtillon-sur-Seine som tillhör arrondissementet Montbard. År 2022 hade Villers-Patras 86 invånare.

## Befolkningsutveckling
Antalet invånare i kommunen Villers-Patras
Referens:INSEE